# Barrio la Manzana
Barrio la Manzana är en ort i Mexiko, tillhörande kommunen Huixquilucan i delstaten Mexiko. Barrio la Manzana ligger i den centrala delen av landet och tillhör Mexico Citys storstadsområde. Orten hade 663 invånare vid folkmätningen 2010.